# 프로데 욘센
프로데 욘센(Frode Johnsen, 1974년 3월 17일 ~ )은 노르웨이의 전 축구 선수이다.

## 축구인 경력

### 선수 경력
노르웨이 프리미어리그의 오드 그렌란에서의 활약을 바탕으로 노르웨이의 명문 클럽 로센보르그 BK으로 이적하여 로젠보리의 리그 6회 연속 우승을 이끌으며 2001년과 2004년에는 득점왕을 차지했다.
2006년에는 일본 J리그의 나고야 그램퍼스 에이트로 이적하여 3시즌 동안 활약했으며 3시즌 모두 두자릿수 득점을 기록했다.
2009년, 시미즈 에스펄스로 이적하였다.
일본에서 2년간 활약했던그는 2011년, 오드 그렌란로 이적했다.